# Цабов
Цабов (слч. Cabov) насељено је мјесто са административним статусом сеоске општине (слч. obec) у округу Вранов на Топлој, у Прешовском крају, Словачка Република.

## Становништво
| Година:    | 1994. | 2004.   | 2014.   | 2024.    |
| ---------- | ----- | ------- | ------- | -------- |
| Број људи: | 414   | 422     | 398     | 350      |
| Разлика:   |       | +1,93 % | -5,68 % | -12,06 % |

| Година:    | 2023. | 2024.   |
| ---------- | ----- | ------- |
| Број људи: | 354   | 350     |
| Разлика:   |       | -1,12 % |

Према подацима о броју становника из 2024. године насеље је имало 350 становника.